# Hodophylax aridus
Hodophylax aridus är en tvåvingeart som beskrevs av James 1933. Hodophylax aridus ingår i släktet Hodophylax och familjen rovflugor. Inga underarter finns listade i Catalogue of Life.